# 10296 Rominadisisto
10296 Rominadisisto este o planetă minoră (asteroid), cu un diametru de 14,109 km, din centura de asteroizi. A fost descoperită pe 14 septembrie 1988 la Observatorio de Cerro Tololo⁠(d) de Schelte J. Bus. 
Obiectul prezintă o orbită caracterizată de o semiaxă mare de 3,9464015 UAi, o excentricitate de 0,21, o înclinație de 3,50655 ° în raport cu ecliptica.